# Francja na Zimowych Igrzyskach Olimpijskich 2014
Francja na Zimowych Igrzyskach Olimpijskich 2014 – kadra sportowców reprezentujących Francję na igrzyskach w 2014 roku w Soczi. Kadra liczyła 116 sportowców.

## Skład reprezentacji

### Biathlon

#### Mężczyźni
- Jean-Guillaume Béatrix
- Alexis Bœuf
- Simon Desthieux
- Quentin Fillon Maillet
- Martin Fourcade
- Simon Fourcade

| Konkurencja       | Zawodnik               | Czas      | Strzelanie | Miejsce |
| ----------------- | ---------------------- | --------- | ---------- | ------- |
| Sprint            | Jean-Guillaume Béatrix | 25:12.1   | 1+0        | 14.     |
| Sprint            | Alexis Bœuf            | -         | -          | -       |
| Sprint            | Simon Desthieux        | 26:18.2   | 0+2        | 46.     |
| Sprint            | Quentin Fillon Maillet | -         | -          | -       |
| Sprint            | Martin Fourcade        | 24:45.9   | 1+0        | 6.      |
| Sprint            | Simon Fourcade         | 26:04.2   | 1+1        | 36.     |
| Bieg pościgowy    | Jean-Guillaume Béatrix | 34:12.8   | 0+0+1+0    | 3.      |
| Bieg pościgowy    | Alexis Bœuf            | -         | -          | -       |
| Bieg pościgowy    | Simon Desthieux        | 35:35.6   | 0+0+1+0    | 21.     |
| Bieg pościgowy    | Quentin Fillon Maillet | -         | -          | -       |
| Bieg pościgowy    | Martin Fourcade        | 33:48.6   | 0+0+1+0    | 1.      |
| Bieg pościgowy    | Simon Fourcade         | 35:15.0   | 0+0+1+0    | 18.     |
| Bieg indywidualny | Jean-Guillaume Béatrix | 50:15.5   | 0+0+0+1    | 6.      |
| Bieg indywidualny | Alexis Bœuf            | 58:39.0   | 1+1+1+1    | 82.     |
| Bieg indywidualny | Simon Desthieux        | -         | -          | -       |
| Bieg indywidualny | Quentin Fillon Maillet | -         | -          | -       |
| Bieg indywidualny | Martin Fourcade        | 49:31.7   | 0+1+0+0    | 1.      |
| Bieg indywidualny | Simon Fourcade         | 51:29.9   | 0+2+0+0    | 13.     |
| Bieg masowy       | Jean-Guillaume Béatrix | 44:34.2   | 0+0+2+1    | 17.     |
| Bieg masowy       | Alexis Bœuf            | -         | -          | -       |
| Bieg masowy       | Simon Desthieux        | -         | -          | -       |
| Bieg masowy       | Quentin Fillon Maillet | -         | -          | -       |
| Bieg masowy       | Martin Fourcade        | 42:29.1   | 1+0+0+0    | 2.      |
| Bieg masowy       | Simon Fourcade         | DNF       | DNF        | DNF     |
| Sztafeta          | Jean-Guillaume Béatrix | 1:13:46.4 | 0+7        | 8.      |
| Sztafeta          | Simon Desthieux        | 1:13:46.4 | 0+7        | 8.      |
| Sztafeta          | Martin Fourcade        | 1:13:46.4 | 0+7        | 8.      |
| Sztafeta          | Alexis Bœuf            | 1:13:46.4 | 0+7        | 8.      |

#### Kobiety
- Anaïs Bescond
- Sophie Boilley
- Marine Bolliet
- Marie-Laure Brunet
- Anaïs Chevalier
- Marie Dorin Habert

| Konkurencja       | Zawodniczka        | Czas    | Miejsce |
| ----------------- | ------------------ | ------- | ------- |
| Sprint            | Anaïs Bescond      | 21:36.7 | 5.      |
| Sprint            | Sophie Boilley     | -       | -       |
| Sprint            | Marine Bolliet     | -       | -       |
| Sprint            | Marie-Laure Brunet | 23:27.4 | 56.     |
| Sprint            | Anaïs Chevalier    | 23:03.4 | 47.     |
| Sprint            | Marie Dorin Habert | 21:55.0 | 20.     |
| Bieg pościgowy    | Anaïs Bescond      | 30:43.7 | 12.     |
| Bieg pościgowy    | Sophie Boilley     | -       | -       |
| Bieg pościgowy    | Marine Bolliet     | -       | -       |
| Bieg pościgowy    | Marie-Laure Brunet | DNS     | DNS     |
| Bieg pościgowy    | Anaïs Chevalier    | 34:14.5 | 44.     |
| Bieg pościgowy    | Marie Dorin Habert | 30:53.6 | 14.     |
| Bieg indywidualny | Anaïs Bescond      | 45:34.0 | 5.      |
| Bieg indywidualny | Sophie Boilley     | -       | -       |
| Bieg indywidualny | Marine Bolliet     | 48:12.1 | 26.     |
| Bieg indywidualny | Marie-Laure Brunet | 47:13.6 | 17.     |
| Bieg indywidualny | Anaïs Chevalier    | -       | -       |
| Bieg indywidualny | Marie Dorin Habert | 49:06.5 | 39.     |
| Bieg masowy       | Anaïs Bescond      | 36:55.3 | 11.     |
| Bieg masowy       | Sophie Boilley     | -       | -       |
| Bieg masowy       | Marine Bolliet     | -       | -       |
| Bieg masowy       | Marie-Laure Brunet | -       | -       |
| Bieg masowy       | Anaïs Chevalier    | -       | -       |
| Bieg masowy       | Marie Dorin Habert | -       | -       |
| Sztafeta          | Anaïs Bescond      | DNF     | DNF     |
| Sztafeta          | Marie-Laure Brunet | DNF     | DNF     |
| Sztafeta          | Anaïs Chevalier    | DNF     | DNF     |
| Sztafeta          | Marie Dorin Habert | DNF     | DNF     |

| Konkurencja       | Zawodnik               | Czas      | Strzelanie | Miejsce |
| ----------------- | ---------------------- | --------- | ---------- | ------- |
| Sztafeta mieszana | Marie Dorin Habert     | 1:12:04.3 | 1+8        | 7.      |
| Sztafeta mieszana | Anaïs Bescond          | 1:12:04.3 | 1+8        | 7.      |
| Sztafeta mieszana | Jean-Guillaume Béatrix | 1:12:04.3 | 1+8        | 7.      |
| Sztafeta mieszana | Martin Fourcade        | 1:12:04.3 | 1+8        | 7.      |

### Biegi narciarskie

#### Mężczyźni
| Zawodnik                                                                    | Konkurencja       | Czas      | Pozycje |
| --------------------------------------------------------------------------- | ----------------- | --------- | ------- |
| Renaud Jay                                                                  | sprint            | 3:37,00   | 14.     |
| Cyril Miranda                                                               | sprint            | 3:37,57   | 16.     |
| Cyril Gaillard                                                              | sprint            | 3:40,77   | 30.     |
| Baptiste Gros                                                               | sprint            | 3:40,54   | 40.     |
| Cyril Miranda Jean-Marc Gaillard                                            | Sprint drużynowy  | 23:41,79  | 10.     |
| Jean-Marc Gaillard                                                          | Bieg indywidualny | 40:22,8   | 21.     |
| Adrien Backscheider                                                         | Bieg indywidualny | 42:21,7   | 43.     |
| Cyril Miranda                                                               | Bieg indywidualny | 43:22,5   | 56.     |
| Jean-Marc Gaillard                                                          | Bieg łączony      | 1:08:29,8 | 6.      |
| Maurice Manificat                                                           | Bieg łączony      | 1:08:33,6 | 9.      |
| Ivan Perrillat Boiteux                                                      | Bieg łączony      | 1:12:04,5 | 41.     |
| Robin Duvillard                                                             | Bieg na 50 km     | 1:47:10,1 | 6.      |
| Ivan Perrillat Boiteux                                                      | Bieg na 50 km     | 1:47:31,7 | 13.     |
| Jean-Marc Gaillard                                                          | Bieg na 50 km     | 1:49:49,7 | 35.     |
| Maurice Manificat                                                           | Bieg na 50 km     | 1:52:01,6 | 43.     |
| Jean-Marc Gaillard Maurice Manificat Robin Duvillard Ivan Perrillat Boiteux | Sztafeta          | 1:29:13,9 | brąz    |

#### Kobiety
| Zawodnik                                                     | Konkurencja       | Czas      | Pozycje |
| ------------------------------------------------------------ | ----------------- | --------- | ------- |
| Aurore Jean                                                  | Sprint            | 2:38,28   | 12.     |
| Marion Buillet                                               | Sprint            | 2:41,30   | 36.     |
| Célia Aymonier                                               | Sprint            | 2:42,57   | 40.     |
| Aurore Jean Célia Aymonier                                   | sprint drużynowy  | 17:10,07  | 12.     |
| Célia Aymonier                                               | Bieg indywidualny | 30:45,8   | 27.     |
| Aurore Jean                                                  | Bieg indywidualny | 31:01,0   | 29.     |
| Aurore Jean                                                  | Bieg łączony      | 40:27,1   | 18.     |
| Célia Aymonier                                               | Bieg łączony      | 40:32,6   | 21.     |
| Coraline Hugue                                               | Bieg łączony      | 40:33,1   | 22.     |
| Anouk Faivre-Picon                                           | Bieg łączony      | 41:44,4   | 38.     |
| Aurore Jean                                                  | Bieg masowy       | 1:12:27,5 | 6.      |
| Coraline Hugue                                               | Bieg masowy       | 1:12:29,4 | 7.      |
| Anouk Faivre-Picon                                           | Bieg masowy       | 1:13:29,4 | 17.     |
| Aurore Jean Célia Aymonier Anouk Faivre-Picon Coraline Hugue | Sztafeta          | 53:47,7   | 4.      |

### Bobsleje

#### Mężczyźni
| Osada  | Zawodnik                                                           | Konkurencja | Ślizg 1 | Ślizg 2 | Ślizg 3 | Ślizg 4                           | Łącznie | Pozycja |
| ------ | ------------------------------------------------------------------ | ----------- | ------- | ------- | ------- | --------------------------------- | ------- | ------- |
| FRA-I  | Loïc Costerg Romain Heinrich                                       | Dwójki      | 57,44   | 57,04   | 57,65   | 57,23                             | 3:49,36 | 20.     |
| FRA-I  | Loïc Costerg Florent Ribet Romain Heinrich Elly Lefort             | Czwórki     | 55,82   | 55,68   | 55,91   | 55,77                             | 3:43,18 | 17.     |
| FRA-II | Thibault Godefroy Vincent Ricard Jérémy Baillard Jérémie Boutherin | Czwórki     | 56,37   | 56,27   | 56,35   | Nie zakwalifikowali się do ślizgu | 2:48,99 | 23.     |

### Łyżwiarstwo figurowe
| Zawodnik                           | Konkurencja   | Program krótki | Program krótki | Program dowolny | Program dowolny | Łączna nota | Pozycja |
| Zawodnik                           | Konkurencja   | Nota           | Pozycja        | Nota            | Pozycja         | Łączna nota | Pozycja |
| ---------------------------------- | ------------- | -------------- | -------------- | --------------- | --------------- | ----------- | ------- |
| Maé-Bérénice Meité                 | Solistki      | 58,63          | 9.             | 115,90          | 11.             | 174,53      | 10.     |
| Brian Joubert                      | Soliści       | 85,84          | 7.             | 145,93          | 13.             | 231,77      | 13.     |
| Florent Amodio                     | Soliści       | 75,58          | 14.            | 123,06          | 18.             | 198,64      | 18.     |
| Vanessa James / Morgan Ciprès      | Pary sportowe | 65,36          | 10.            | 114,07          | 10.             | 179,43      | 10.     |
| Nathalie Péchalat / Fabian Bourzat | Pary taneczne | 72,78          | 4.             | 104,44          | 4.              | 177,22      | 4.      |
| Pernelle Carron / Lloyd Jones      | Pary taneczne | 58,25          | 13.            | 84,62           | 15.             | 142,87      | 15.     |

#### Drużynowo
| Konkurencja      | Zawodnik | Soliści       | Soliści | Solistki      | Solistki | Pary sportowe | Pary sportowe | Pary taneczne | Pary taneczne | Wynik  | Wynik   |
| Konkurencja      | Zawodnik | SP            | FS      | SP            | FS       | SP            | FS            | SD            | FD            | Punkty | Miejsce |
| ---------------- | --- | ------------- | ------- | ------------- | -------- | ------------- | ------------- | ------------- | ------------- | ------ | ------- |
| Zawody drużynowe | Florent Amodio (M) Maé-Bérénice Meite (K) Vanessa James / Morgan Cipres (PS) Nathalie Péchalat / Fabian Bourzat (PT) | 79,93 (6 pkt) | —       | 55,45 (5 pkt) | —        | 57,45 (4 pkt) | —             | 69,15 (7 pkt) | —             | 22     | 6.      |

### Łyżwiarstwo szybkie

#### Mężczyźni
| Zawodnik       | Konkurencja    | Konkurencja    | Konkurencja    | Konkurencja    | Konkurencja    | Konkurencja    | Konkurencja      | Konkurencja      |
| Zawodnik       | Bieg na 1000 m | Bieg na 1000 m | Bieg na 1500 m | Bieg na 1500 m | Bieg na 5000 m | Bieg na 5000 m | Bieg na 10 000 m | Bieg na 10 000 m |
| Zawodnik       | Czas           | Miejsce        | Czas           | Miejsce        | Czas           | Miejsce        | Czas             | Miejsce          |
| -------------- | -------------- | -------------- | -------------- | -------------- | -------------- | -------------- | ---------------- | ---------------- |
| Benjamin Macé  | 1:10,80        | 29.            | 1:49,34        | 32.            |                |                |                  |                  |
| Ewen Fernandez |                |                | 1:52,70        | 40.            | 6:31,09        | 18.            |                  |                  |

### Kombinacja norweska
| Zawodnik                                                             | Konkurencja             | Skoki narciarskie       | Skoki narciarskie | Skoki narciarskie | Bieg narciarski | Bieg narciarski | Strata   | Pozycja |
| Zawodnik                                                             | Konkurencja             | Skok                    | Nota              | Pozycja           | Czas biegu      | Pozycja         | Strata   | Pozycja |
| -------------------------------------------------------------------- | ----------------------- | ----------------------- | ----------------- | ----------------- | --------------- | --------------- | -------- | ------- |
| Jason Lamy Chappuis                                                  | Skocznia normalna/10 km | 98,5                    | 12,7              | 8.                | 25:56,7         | 41.             | + 2:37,5 | 35.     |
| Maxime Laheurte                                                      | Skocznia normalna/10 km | 97,0                    | 117,3             | 17.               | 24:05,4         | 20.             | + 1:12,2 | 17.     |
| François Braud                                                       | Skocznia normalna/10 km | 95,0                    | 113,5             | 24.               | 23:57,3         | 17.             | + 1:19,1 | 20.     |
| Sébastien Lacroix                                                    | Skocznia normalna/10 km | 94,5                    | 112,0             | 28.               | 24:40,2         | 29.             | + 2:08,0 | 28.     |
| Jason Lamy Chappuis                                                  | Skocznia duża/10 km     | 133,5                   | 120,7             | 5.                | 23:10,9         | 22.             | + 16,4   | 7.      |
| Maxime Laheurte                                                      | Skocznia duża/10 km     | 125,0                   | 108,0             | 15.               | 23:55,6         | 29.             | + 1:52,1 | 27.     |
| François Braud                                                       | Skocznia duża/10 km     | 121,0                   | 105,5             | 19.               | 22:31,2         | 5.              | + 37,7   | 13.     |
| Sébastien Lacroix                                                    | Skocznia duża/10 km     | 120,0                   | 98,0              | 31.               | 22:47,5         | 14.             | + 1:24,0 | 21.     |
| Maxime Laheurte Sébastien Lacroix François Braud Jason Lamy Chappuis | Drużynowo               | 121,5 121,5 130,0 129,5 | 455,2             | 4.                | 47:51,3         | 6.              | + 1:12,8 | 4.      |

### Narciarstwo alpejskie

#### Mężczyźni
| Zawodnik                 | Konkurencja      | Czas 1. przejazdu           | Czas 2. przejazdu           | Czas łączny                 | Pozycje                     |
| ------------------------ | ---------------- | --------------------------- | --------------------------- | --------------------------- | --------------------------- |
| David Poisson            | zjazd            |                             |                             | 2:07,89                     | 16.                         |
| Adrien Théaux            | zjazd            |                             |                             | 2:07,89                     | 18.                         |
| Guillermo Fayed          | zjazd            |                             |                             | 2:09,03                     | 26.                         |
| Johan Clarey             | zjazd            |                             |                             | Nie ukończył biegu          | Nie ukończył biegu          |
| Adrien Théaux            | supergigant      |                             |                             | 1:19,35                     | 11.                         |
| Thomas Mermillod Blondin | supergigant      |                             |                             | 1:19,53                     | 15.                         |
| David Poisson            | supergigant      |                             |                             | 1:19,74                     | 17.                         |
| Johan Clarey             | supergigant      |                             |                             | 1:19,75                     | 19.                         |
| Steve Missillier         | Slalom gigant    | 1:22,58                     | 1:23,19                     | 2:45,77                     | srebro                      |
| Alexis Pinturault        | Slalom gigant    | 1:22,44                     | 1:23,49                     | 2:45,93                     | brąz                        |
| Thomas Fanara            | Slalom gigant    | 1:22,41                     | 1:24,32                     | 2:46,73                     | 9.                          |
| Mathieu Faivre           | Slalom gigant    | 1:23,53                     | 1:25,90                     | 2:49,43                     | 24.                         |
| Julien Lizeroux          | Slalom specjalny | 48,69                       | 55,63                       | 1:44,32                     | 15.                         |
| Jean-Baptiste Grange     | Slalom specjalny | 47,47                       | Nie ukończył 2-go przejazdu | Nie ukończył 2-go przejazdu | Nie ukończył 2-go przejazdu |
| Alexis Pinturault        | Slalom specjalny | 47,78                       | Nie ukończył 2-go przejazdu | Nie ukończył 2-go przejazdu | Nie ukończył 2-go przejazdu |
| Steve Missillier         | Slalom specjalny | Nie ukończył 1-go przejazdu | Nie ukończył 1-go przejazdu | Nie ukończył 1-go przejazdu | Nie ukończył 1-go przejazdu |
| Adrien Théaux            | Superkombinacja  | 1:55,00                     | 53,66                       | 2:48,66                     | 17.                         |
| Alexis Pinturault        | Superkombinacja  | 1:55,68                     | Nie ukończył slalomu        | Nie ukończył slalomu        | Nie ukończył slalomu        |
| Thomas Mermillod Blondin | Superkombinacja  | 1:56,23                     | Nie ukończył slalomu        | Nie ukończył slalomu        | Nie ukończył slalomu        |

#### Kobiety
| Zawodniczka           | Konkurencja   | czas 1. przejazdu            | Czas 2. przejazdu            | Czas łączny                  | Pozycje                      |
| --------------------- | ------------- | ---------------------------- | ---------------------------- | ---------------------------- | ---------------------------- |
| Marie Marchand-Arvier | Zjazd         |                              |                              | Nie ukończyła biegu          | Nie ukończyła biegu          |
| Marie Marchand-Arvier | Supergigant   |                              |                              | Nie ukończyła biegu          | Nie ukończyła biegu          |
| Anémone Marmottan     | Slalom gigant | 1:19,69                      | 1:18,79                      | 2:38,48                      | 8.                           |
| Anne-Sophie Barthet   | Slalom gigant | 1:20,71                      | 1:19,17                      | 2:39,88                      | 14.                          |
| Adeline Baud          | Slalom gigant | 1:21,49                      | 1:19,42                      | 2:40,91                      | 22.                          |
| Marion Bertrand       | Slalom gigant | Nie ukończyła 1-go przejazdu | Nie ukończyła 1-go przejazdu | Nie ukończyła 1-go przejazdu | Nie ukończyła 1-go przejazdu |
| Nastasia Noens        | Slalom        | 53,81                        | 52,31                        | 1:46,12                      | 7.                           |
| Anémone Marmottan     | Slalom        | 57,08                        | 51,88                        | 1:48,96                      | 13.                          |
| Anne-Sophie Barthet   | Slalom        | 56,99                        | 53,12                        | 1:50,11                      | 18.                          |
| Adeline Baud          | Slalom        | 56,50                        | Nie ukończyła 2-go przejazdu | Nie ukończyła 2-go przejazdu | Nie ukończyła 2-go przejazdu |

### Narciarstwo dowolne

#### Mężczyźni
| Anthony Benna  | Jazda po muldach | 18,46                  | 22.                    | 16,92 | 13. | Nie awansował | Nie awansował | Nie awansował | Nie awansował | Nie awansował | 23. |
| Benjamin Cavet | Jazda po muldach | Nie ukończył przejazdu | Nie ukończył przejazdu | 20,12 | 9.  | 22,97         | 6.            | 22,46         | 8.            | Nie awansował | 8.  |

| Jérémy Pancras   | Slopstyle | 68,00 | 69,40 | 69,40 | 19. | Nie awansował | Nie awansował | Nie awansował | Nie awansował |
| Antoine Adelisse | Slopstyle | 54,20 | 50,40 | 54,20 | 27. | Nie awansował | Nie awansował | Nie awansował | Nie awansował |
| Jules Bonnaire   | Slopstyle | 2,20  | 40,00 | 40,00 | 30. | Nie awansował | Nie awansował | Nie awansował | Nie awansował |
| Benoit Valentin  | Halfpipe  | 87,00 | 1,00  | 87,00 | 3.  | 10,00         | 61,00         | 61,00         | 10.           |
| Kevin Rolland    | Halfpipe  | 84,80 | 68,80 | 84,80 | 4.  | 88,60         | 29,80         | 88,60         | brąz          |
| Thomas Krief     | Halfpipe  | 74,80 | 69,60 | 74,80 | 11. | 4,60          | 28,60         | 28,60         | 11.           |
| Xavier Bertoni   | Halfpipe  | 53,40 | 51,60 | 53,40 | 21. | Nie awansował | Nie awansował | Nie awansował | Nie awansował |

| Zawodnik              | Konkurencja | Kwalifikacje | Kwalifikacje | 1/8 finału | 1/8 finału | Ćwierćfinał | Ćwierćfinał | Półfinał      | Półfinał      | Finał         | Finał   |
| Zawodnik              | Konkurencja | Czas         | Miejsce      | Czas       | Miejsce    | Czas        | Miejsce     | Czas          | Miejsce       | Czas          | Miejsce |
| --------------------- | ----------- | ------------ | ------------ | ---------- | ---------- | ----------- | ----------- | ------------- | ------------- | ------------- | ------- |
| Jean Frédéric Chapuis | Skicross    | 1:16,77      | 4.           | -          | 1.         | -           | 1.          | -             | 1.            | -             | złoto   |
| Arnaud Bovolenta      | Skicross    | 1:17,48      | 11.          | -          | 2.         | -           | 2.          | -             | 2.            | -             | srebro  |
| Jonas Devouassoux     | Skicross    | 1:18,32      | 21.          | -          | 2.         | -           | 3.          | Nie awansował | Nie awansował | Nie awansował | 10.     |
| Jonathan Midol        | Skicross    | 1:19,57      | 29.          | -          | 2.         | -           | 2.          | -             | 2.            | -             | brąz    |

#### Kobiety
| Perrine Laffont | Jazda po muldach | 21,34 | 5. | — | — | 18,78 | 14. | Nie awansowała | Nie awansowała | Nie awansowała | 14. |

| Zawodniczka              | Konkurencja | Kwalifikacje | Kwalifikacje | 1/8 finału | 1/8 finału | Ćwierćfinał    | Ćwierćfinał    | Półfinał       | Półfinał       | Finał          | Finał   |
| Zawodniczka              | Konkurencja | Czas         | Miejsce      | Czas       | Miejsce    | Czas           | Miejsce        | Czas           | Miejsce        | Czas           | Miejsce |
| ------------------------ | ----------- | ------------ | ------------ | ---------- | ---------- | -------------- | -------------- | -------------- | -------------- | -------------- | ------- |
| Ophélie David            | skicross    | 1:21,46      | 2.           | -          | 1.         | -              | 1.             | -              | 2.             | -              | 4.      |
| Marielle Berger-Sabbatel | skicross    | 1:24,62      | 17.          | -          | 3.         | Nie awansowała | Nie awansowała | Nie awansowała | Nie awansowała | Nie awansowała | 19.     |
| Alizée Baron             | skicross    | 1:25,20      | 19.          | -          | 3.         | Nie awansowała | Nie awansowała | Nie awansowała | Nie awansowała | Nie awansowała | 20.     |
| Marion Josserand         | skicross    | 1:26,61      | 22.          | -          | 4.         | Nie awansowała | Nie awansowała | Nie awansowała | Nie awansowała | Nie awansowała | 27.     |

| Marie Martinod | Halfpipe | 84,80 | 88,40 | 88,40 | 1. | 84,80                  | 85,40                  | 85,40                  | srebro |
| Anaïs Caradeux | Halfpipe | 74,40 | 6,40  | 74,40 | 9. | Nie stanęła na starcie | Nie stanęła na starcie | Nie stanęła na starcie | 12.    |

### Saneczkarstwo

#### Kobiety
| Zawodnik         | Konkurencja    | Ślizg 1 | Ślizg 2 | Ślizg 3 | Ślizg 4 | Łącznie  | Pozycja |
| ---------------- | -------------- | ------- | ------- | ------- | ------- | -------- | ------- |
| Morgane Bonnefoy | Jedynki kobiet | 51,820  | 51,641  | 51,948  | 52,183  | 3:27,592 | 27.     |

### Short track

#### Mężczyźni
| Zawodnik           | Konkurencja         | Kwalifikacje | Kwalifikacje | Ćwierćfinał   | Ćwierćfinał   | Półfinał        | Półfinał        | Finał         | Finał   |
| Zawodnik           | Konkurencja         | Czas         | Miejsce      | Czas          | Miejsce       | Czas            | Miejsce         | Czas          | Miejsce |
| ------------------ | ------------------- | ------------ | ------------ | ------------- | ------------- | --------------- | --------------- | ------------- | ------- |
| Sébastien Lepape   | Bieg na 500 metrów  | 42,167       | 3.           | Nie awansował | Nie awansował | Nie awansował   | Nie awansował   | Nie awansował | 22.     |
| Thibaut Fauconnet  | Bieg na 500 metrów  | 42,368       | 4.           | Nie awansował | Nie awansował | Nie awansował   | Nie awansował   | Nie awansował | 26.     |
| Sébastien Lepape   | Bieg na 1000 metrów | 1:49,311     | 3.           | 1:25,368      | 3.            | Nie awansował   | Nie awansował   | Nie awansował | 12.     |
| Maxime Chataignier | Bieg na 1000 metrów | 2:20,479     | 4.           | Nie awansował | Nie awansował | Nie awansował   | Nie awansował   | Nie awansował | 31.     |
| Thibaut Fauconnet  | Bieg na 1000 metrów | 2:00,795     | 4.           | Nie awansował | Nie awansował | Nie awansował   | Nie awansował   | Nie awansował | 30.     |
| Sébastien Lepape   | Bieg na 1500 metrów | 2:15,806     | 3.           |               |               | 2:23,995        | 3.              | 2:21,483      | 8.      |
| Maxime Chataignier | Bieg na 1500 metrów | 2:17,938     | 4.           |               |               | Nie awansował   | Nie awansował   | Nie awansował | 23.     |
| Thibaut Fauconnet  | Bieg na 1500 metrów | 2:14,054     | 3.           |               |               | Dyskwalifikacja | Dyskwalifikacja | Nie awansował | 18.     |

#### Kobiety
| Zawodniczka       | Konkurencja         | Kwalifikacje | Kwalifikacje | Ćwierćfinał     | Ćwierćfinał     | Półfinał       | Półfinał       | Finał          | Finał   |
| Zawodniczka       | Konkurencja         | Czas         | Miejsce      | Czas            | Miejsce         | Czas           | Miejsce        | Czas           | Miejsce |
| ----------------- | ------------------- | ------------ | ------------ | --------------- | --------------- | -------------- | -------------- | -------------- | ------- |
| Véronique Pierron | Bieg na 500 metrów  | 1:12,278     | 4.           | Nie awansowała  | Nie awansowała  | Nie awansowała | Nie awansowała | Nie awansowała | 29.     |
| Véronique Pierron | Bieg na 1000 metrów | 1:33,022     | 2.           | Dyskwalifikacja | Dyskwalifikacja | Nie awansowała | Nie awansowała | Nie awansowała | 17.     |
| Véronique Pierron | Bieg na 1500 metrów | 2:55,658     | 5.           |                 |                 | 2:20,216       | 4.             | 2:26,066       | 10.     |

### Skoki narciarskie

#### Mężczyźni
| Skoczek             | Konkurencja              | Kwalifikacje | Kwalifikacje | Skok 1    | Skok 1 | Skok 2        | Skok 2        | Nota  | Pozycja |
| Skoczek             | Konkurencja              | odległość    | Nota         | odległość | Nota   | odległość     | Nota          | Nota  | Pozycja |
| ------------------- | ------------------------ | ------------ | ------------ | --------- | ------ | ------------- | ------------- | ----- | ------- |
| Ronan Lamy Chappuis | Skocznia normalna HS-106 | 91,0         | 106,2        | 91,0      | 111,0  | Nie awansował | Nie awansował | 111,0 | 40.     |
| Ronan Lamy Chappuis | Skocznia duża K-140      | 121,5        | 99,8         | 125,0     | 108,2  | Nie awansował | Nie awansował | 108,2 | 36.     |

#### Kobiety
| Skoczek       | Konkurencja       | Skok 1    | Skok 1 | Skok 2    | Skok 2 | Nota  | Pozycja |
| Skoczek       | Konkurencja       | odległość | Nota   | odległość | Nota   | Nota  | Pozycja |
| ------------- | ----------------- | --------- | ------ | --------- | ------ | ----- | ------- |
| Coline Mattel | skocznia normalna | 99,5      | 125,7  | 97,5      | 119,5  | 245,2 | brąz    |
| Julia Clair   | skocznia normalna | 95,5      | 113,5  | 91,5      | 104,7  | 218,5 | 19.     |
| Léa Lemare    | skocznia normalna | 93,0      | 107,9  | 93,0      | 110,2  | 218,1 | 20.     |

### Snowboard

#### Mężczyźni
| Zawodnik       | Konkurencja | Kwalifikacje | Kwalifikacje | Kwalifikacje | Kwalifikacje | Półfinał | Półfinał | Półfinał  | Półfinał | Finał         | Finał         | Finał         | Finał   |
| Zawodnik       | Konkurencja | 1. zjazd     | 2. zjazd     | Najlepszy    | Miejsce      | 1. zjazd | 2. zjazd | Najlepszy | Miejsce  | 1. zjazd      | 2. zjazd      | Najlepszy     | Miejsce |
| -------------- | ----------- | ------------ | ------------ | ------------ | ------------ | -------- | -------- | --------- | -------- | ------------- | ------------- | ------------- | ------- |
| Arthur Longo   | Halfpipe    | 79,25        | 20,75        | 79,25        | 4.           | 12,00    | 31,75    | 31,75     | 11.      | Nie awansował | Nie awansował | Nie awansował | 17.     |
| Johann Baisamy | Halfpipe    | 71,25        | 36,75        | 71,25        | 9.           | 18,50    | 37,00    | 37,00     | 10.      | Nie awansował | Nie awansował | Nie awansował | 16.     |

| Sylvain Dufour | Slalom równoległy        | 59,43   | 10. | Nevin Galmarini Dyskwalifikacja | Nie awansował | Nie awansował | Nie awansował | 11. |
| Sylvain Dufour | Slalom gigant równoległy | 1:39,76 | 15. | Vic Wild +6,42                  | Nie awansował | Nie awansował | Nie awansował | 16. |

#### Kobiety
| Zawodniczka         | Konkurencja | Kwalifikacje   | Kwalifikacje   | Kwalifikacje   | Kwalifikacje | Ćwierćfinał | Ćwierćfinał | Półfinał       | Półfinał       | Finał          | Finał   |
| ------------------- | ----------- | -------------- | -------------- | -------------- | ------------ | ----------- | ----------- | -------------- | -------------- | -------------- | ------- |
| Zawodniczka         | Konkurencja | Czas 1. zjazdu | Czas 2. zjazdu | Najlepszy czas | Miejsce      | Czas        | Miejsce     | Czas           | Miejsce        | Czas           | Miejsce |
| Charlotte Bankes    | Cross       | 1:23,12        | -              | 1:23,12        | 5.           | -           | 5.          | Nie awansowała | Nie awansowała | Nie awansowała | 17.     |
| Nelly Moenne-Loccoz | Cross       | 1:23,50        | -              | 1:23,50        | 8.           | -           | 2.          | -              | 4.             | -              | 11.     |
| Chloé Trespeuch     | Cross       | 1:24,47        | 1:23,43        | 1:23,43        | 13.          | -           | 1.          | -              | 2.             | -              | brąz    |
| Déborah Anthonioz   | Cross       | 1:24,78        | 1:24,23        | 1:24,23        | 16.          | -           | 4.          | Nie awansowała | Nie awansowała | Nie awansowała | 15.     |

| Zawodnik         | Konkurencja | Kwalifikacje | Kwalifikacje | Kwalifikacje | Kwalifikacje | Półfinał | Półfinał | Półfinał  | Półfinał | Finał          | Finał          | Finał          | Finał   |
| Zawodnik         | Konkurencja | 1. zjazd     | 2. zjazd     | Najlepszy    | Miejsce      | 1. zjazd | 2. zjazd | Najlepszy | Miejsce  | 1. zjazd       | 2. zjazd       | Najlepszy      | Miejsce |
| ---------------- | ----------- | ------------ | ------------ | ------------ | ------------ | -------- | -------- | --------- | -------- | -------------- | -------------- | -------------- | ------- |
| Sophie Rodriguez | halfpipe    | 78,50        | 25,50        | 78,50        | 3.           | —        | —        | —         | —        | 77,75          | 79,50          | 79,50          | 7.      |
| Mirabelle Thovex | halfpipe    | 71,75        | 69,75        | 71,75        | 6.           | 70,75    | 39,75    | 70,75     | 5.       | 67,00          | 34,75          | 67,00          | 10.     |
| Clemence Grimal  | halfpipe    | 16,00        | 66,50        | 66,50        | 8.           | 14,00    | 38,25    | 38,25     | 8.       | Nie awansowała | Nie awansowała | Nie awansowała | 14.     |